# Ace, à toute vitesse !
Ace, à toute vitesse ! (Get Ace) est une série télévisée d'animation en 52 épisodes de 12 minutes diffusée entre le 19 janvier 2014 et le 13 juillet 2014 sur Eleven.
En France, la série est diffusée depuis le 13 avril 2015 sur Boing.

## Synopsis
Le jour où Ace McDougal va recevoir chez le dentiste son appareil dentaire, il se trompe de clinique et se fait doter d'un appareil d'espion doté de 50 fonctions et de Hugo, une intelligence artificielle. Ned, qui devait le recevoir, va tout faire pour le récupérer avec l'aide de sa mère maléfique, Hilda.

## Épisodes
| №  | Titre français                            | Titre original                      | Australie Première diffusion |
| -- | ----------------------------------------- | ----------------------------------- | ---------------------------- |
| 1  | Armé jusqu'aux dents                      | Ace Gets Braced                     | 19 janvier 2014              |
| 2  | Un singe s'est échappé                    | Monkey Madness                      | 19 janvier 2014              |
| 3  | Un fossile pas très docile                | Colossal Fossil                     | 26 janvier 2014              |
| 4  | Transfert de bagues                       | Lunchbox Gets Braced                | 26 janvier 2014              |
| 5  | L'empereur des skateboards                | Lord of the Board                   | 2 février 2014               |
| 6  | Grand-père ne manque pas d'air            | Grandpa Brouhaha                    | 2 février 2014               |
| 7  | Mon père, cette poule                     | Chicken Benefit                     | 9 février 2014               |
| 8  | Le numéro de magie                        | Chicken Magic                       | 9 février 2014               |
| 9  | Un flirt en altitude                      | Hullaballoon                        | 16 février 2014              |
| 10 | Jamais sans ma BD                         | Trash and Terror                    | 16 février 2014              |
| 11 | Compte à rebours avant chboum là-dedans ! | Countdown to Kabloowie              | 23 février 2014              |
| 12 | Jack Union                                | Jack Union                          | 23 février 2014              |
| 13 | Protéger le chat en cristal               | Save the Crystal Cat                | 2 mars 2014                  |
| 14 | Ace va en retenue                         | Fast Times at Funpark High          | 2 mars 2014                  |
| 15 | Le bateau fantôme                         | Ghostship                           | 9 mars 2014                  |
| 16 | M. X                                      | Mr X                                | 9 mars 2014                  |
| 17 | Hyper Giga Man                            | Humungous Man                       | 16 mars 2014                 |
| 18 | Le chien est parti                        | Dog Gone                            | 16 mars 2014                 |
| 19 | Le bal de la Saint-Valentin               | Be My Freaky Valentine              | 23 mars 2014                 |
| 20 | Revenez, monsieur Walker !                | Comeback Mr Walker                  | 23 mars 2014                 |
| 21 | Bataille d'ordinateurs                    | Computer Games                      | 30 mars 2014                 |
| 22 | Le défi                                   | Creepville Dare                     | 30 mars 2014                 |
| 23 | Tatiana                                   | Greener Tina                        | 6 avril 2014                 |
| 24 | Athol et Ace                              | Athol and Ace                       | 6 avril 2014                 |
| 25 | Le nouveau                                | Exchange Ace                        | 13 avril 2014                |
| 26 | Un collier très convoité                  | Follow that Collar                  | 13 avril 2014                |
| 27 | Hugo est détraqué                         | Control Freak                       | 20 avril 2014                |
| 28 | Panique chez Burpy                        | Fast Food and the Furious           | 20 avril 2014                |
| 29 | Ace joue les héros                        | Ace the Hero                        | 27 avril 2014                |
| 30 | Willy Maboul                              | Billy Bonkers                       | 27 avril 2014                |
| 31 | La nuit des imbéciles-vivants             | Halloween Part 1: Dawn of the Dumb  | 4 mai 2014                   |
| 32 | Frayeur d'Halloween                       | Halloween Part 2: Halloween Hijinks | 4 mai 2014                   |
| 33 | Une histoire de clown                     | History Mystery                     | 11 mai 2014                  |
| 34 | Ace, à fond la caisse                     | Ace in Your Face                    | 11 mai 2014                  |
| 35 | Les nains de jardin en force              | Gnomeland                           | 18 mai 2014                  |
| 36 | Ace joue les papas                        | A Bad Egbert                        | 18 mai 2014                  |
| 37 | Super-Mâchoire                            | Metal Mouth Man                     | 25 mai 2014                  |
| 38 | Le retour de Jack Union                   | Jack's Back                         | 25 mai 2014                  |
| 39 | La Cyber-nounou                           | The InterNanny                      | 1er juin 2014                |
| 40 | Hugo devient réel                         | Hugo Gets Real                      | 1er juin 2014                |
| 41 | Un groupe dans le vent                    | Bandemonium                         | 8 juin 2014                  |
| 42 | Le monstre de pierre                      | Monster of Rock                     | 8 juin 2014                  |
| 43 | Barry Plotter                             | Barry Plotter                       | 15 juin 2014                 |
| 44 | Rendez-vous avec un désastre              | Date with Disaster                  | 15 juin 2014                 |
| 45 | Ace dans l'espace                         | Ace in Space                        | 22 juin 2014                 |
| 46 | Le chapardeur                             | Cat Burglar                         | 22 juin 2014                 |
| 47 | Ace au cirque                             | Ace Joins the Circus                | 29 juin 2014                 |
| 48 | L'élection du délégué                     | School Election                     | 29 juin 2014                 |
| 49 | Ace et la plante géante                   | Ace and the Meanstalk               | 6 juillet 2014               |
| 50 | Un compagnon à plumes                     | Feathered Fiend                     | 6 juillet 2014               |
| 51 | Hugo 2.0                                  | Hugo 2.0                            | 13 juillet 2014              |
| 52 | Ace joue les agents secrets               | Ace the Superspy                    | 13 juillet 2014              |

## Fiche technique
- Titre original : Get Ace
- Titre français : Ace à toute vitesse
- Réalisation : Jeffery Richards
- Scénario : D.J. McPherson, Ray Boseley, Philip Dalkin, Tim Bain
- Production : 
  - Producteurs : D.J. McPherson, Jack Christian
  - Producteurs exécutifs : D.J. McPherson, Jack Christian, Cherrie Bottger
- Sociétés de production : Galaxy Pop, Filmology Finance
- Compositeur : Russell Thornton
- Durée : 11 minutes
- Diffusion : Eleven

## Distribution

### Voix originales
- Ace McDougal : David Myles Brown
- Hugo : Lyall Brooks
- Ned Krinkle : Lyall Brooks
- Hilda Krinkle : Amanda Harrison

### Voix françaises
- Studio : Chinkel
- Adaptation : Audrey Peon
- Direction artistique : Aurélien Ringelheim
- Ace : Maxime Donnay
- Hugo : Franck Dacquin
- Ned : Philippe Allard
- Hilda : Sophie Landresse
- Becky : Mélanie Dermont
- Tina : Claire Tefnin